# Codice ATCvet QI20
Il codice ATCvet QI20 "Immunologici per altre specie" è un sottogruppo del sistema di classificazione Anatomico Terapeutico e Chimico, un sistema di codici alfanumerici sviluppato dall'OMS per la classificazione dei farmaci e altri prodotti medici. Il sottogruppo QI20 fa parte del gruppo anatomico QI, farmaci per uso veterinario Immunologici.
Numeri nazionali della classificazione ATC possono includere codici aggiuntivi non presenti in questa lista, che segue la versione OMS.

## QI20A Cervo rosso

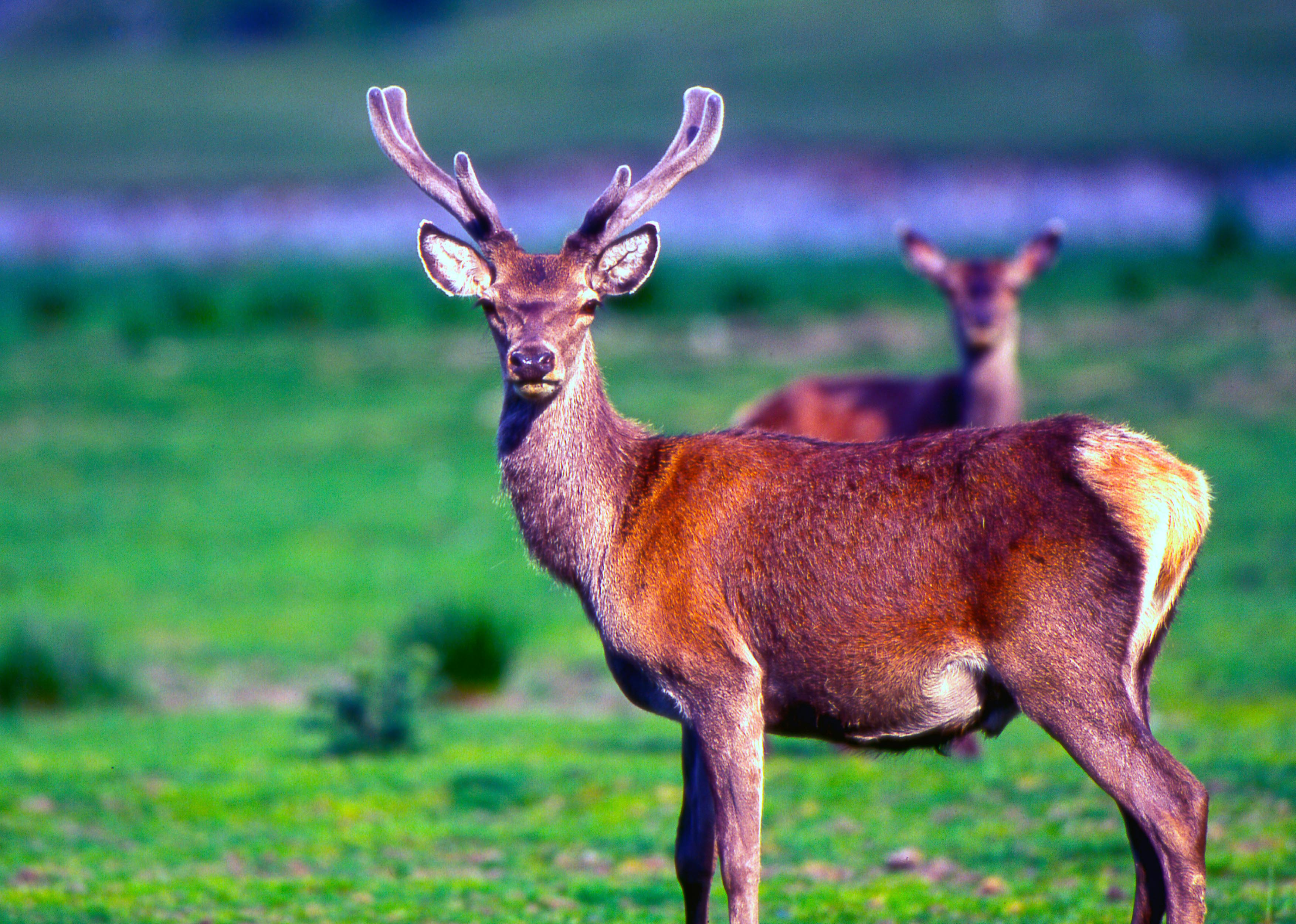
Cervo rosso

### QI20AA Vaccini virali inattivati
Gruppo vuoto

### QI20AB Vaccini inattivati batterici  (inclusi micoplasmi, tossoidi e clamidia)
QI20AB01 Micobatteri

### QI20AC Vaccini batterici inattivati e antisieri
Gruppo vuoto

### QI20AD Vaccini vivi virali
Gruppo vuoto

### QI20AE Vaccini vivibatterici
Gruppo vuoto

### QI20AF Vaccini vivi batterici e virali
Gruppo vuoto

### QI20AG Vaccini vivi e inattivati batterici
Gruppo vuoto

### QI20AH Vaccini vivi e inattivati virali
Gruppo vuoto

### QI20AI Vaccini vivi virali e inattivati batterici
Gruppo vuoto

### QI20AJ Vaccini vivi e inattivati virali e batterici
Gruppo vuoto

### QI20AK Vaccini inattivati virali e vivi batterici
Gruppo vuoto

### QI20AL Vaccini inattivati virali e inattivati batterici
Gruppo vuoto

### QI20AM Antisieri, preparazioni di immunoglobuline, e antitossine
Gruppo vuoto

### QI20AN Vaccini vivi antiparassitari
Gruppo vuoto

### QI20AO Vaccini inattivati antiparassitari
Gruppo vuoto

### QI20AP Vaccini vivi antifungini
Gruppo vuoto

### QI20AQ Vaccini inattivati antifungini
Gruppo vuoto

### QI20AR  Preparazioni diagnostiche in vivo
Gruppo vuoto

### QI20AS Allergeni
Gruppo vuoto

### QI20AT Preparazioni di colostro e sostituti
Gruppo vuoto

### QI20AU Altri vaccini vivi
Gruppo vuoto

### QI20AV Altri vaccini inattivati
Gruppo vuoto

### QI20AX Altri immunologici
Gruppo vuoto

## QI20B Renna
Gruppo vuoto

## QI20C Visone

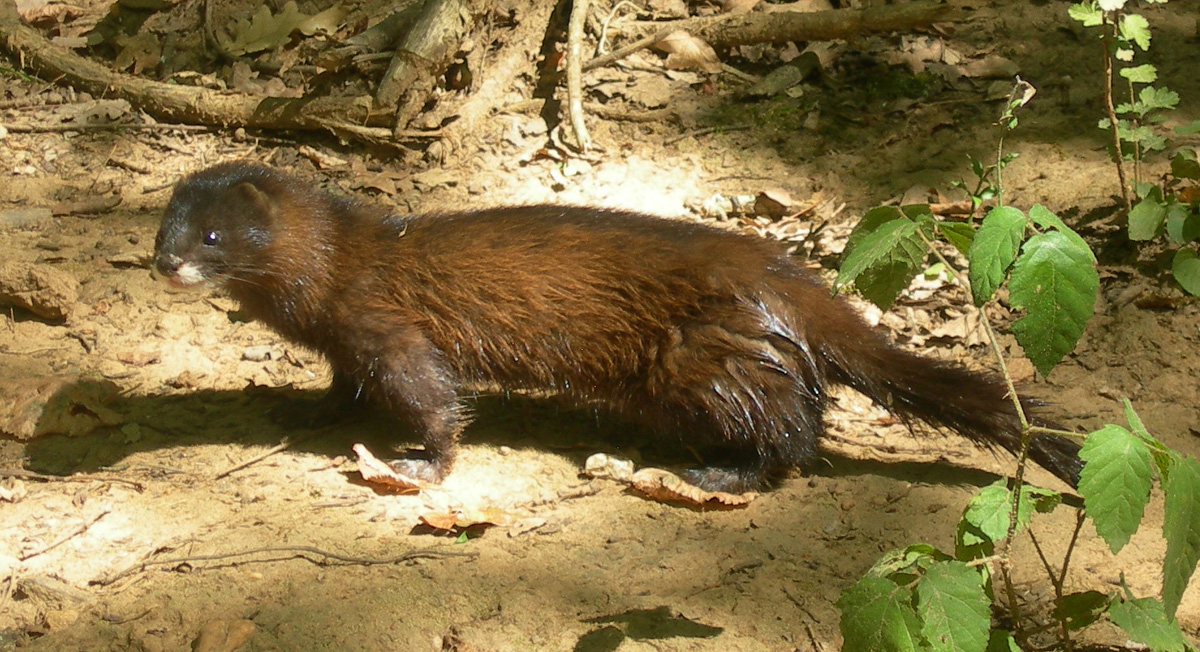
Visone europeo

### QI20CA Vaccini inattivati virali
QI20CA01 Virus dell'enterite del visone

### QI20CB Vaccini inattivati batterici  (inclusi micoplasmi, tossoidi e clamidia)
QI20CB01 Clostridium

### QI20CC Vaccini inattivati batterici e antisieri
Gruppo vuoto

### QI20CD Vaccini vivi virali
QI20CD01 Virus del cimurro del visone

### QI20CE Vaccini batterici vivi
Gruppo vuoto

### QI20CF Vaccini vivi batterici e virali
Gruppo vuoto

### QI20CG Vaccini vivi e inattivati batterici
Gruppo vuoto

### QI20CH Vaccini vivi e inattivati virali
QI20CH01 Cimurro virus vivo + virus dell'enterite inattivato

### QI20CI Vaccini vivi virali e inattivati batterici
Gruppo vuoto

### QI20CJ Vaccini vivi e inattivati virali e batterici
QI20CJ01 Cimurro virus vivo + virus dell'enterite/parvovirus inattivato + clostridium inattivato + pseudomonas inattivato

### QI20CK Vaccini inattivati virali e batterici vivi
Gruppo vuoto

### QI20CL Vaccini inattivati virali e inattivati batterici
QI20CL01 virus dell'enterite/parvovirus + clostridium inattivato + pseudomonas inattivato
QI20CL02 virus dell'enterite/parvovirus +  clostridium inattivato

### QI20CM Antisieri, preparazioni di immunoglobuline, e antitossine
Gruppo vuoto

### QI20CN Vaccini vivi antipirassitari
Gruppo vuoto

### QI20CO Vaccini inattivati antipirassitari
Gruppo vuoto

### QI20CP Vaccini vivi antifungini
Gruppo vuoto

### QI20CQ Vaccini inattivati antifungini
Gruppo vuoto

### QI20CR Preparazioni diagnostiche in vivo
Gruppo vuoto

### QI20CS Allergeni
Gruppo vuoto

### QI20CT Preparazioni di colostro e sostituti
Gruppo vuoto

### QI20CU Altri vaccini vivi
Gruppo vuoto

### QI20CV Altri  vaccini inattivati
Gruppo vuoto

### QI20CX Altri immunologici
Gruppo vuoto

## QI20D Furetto

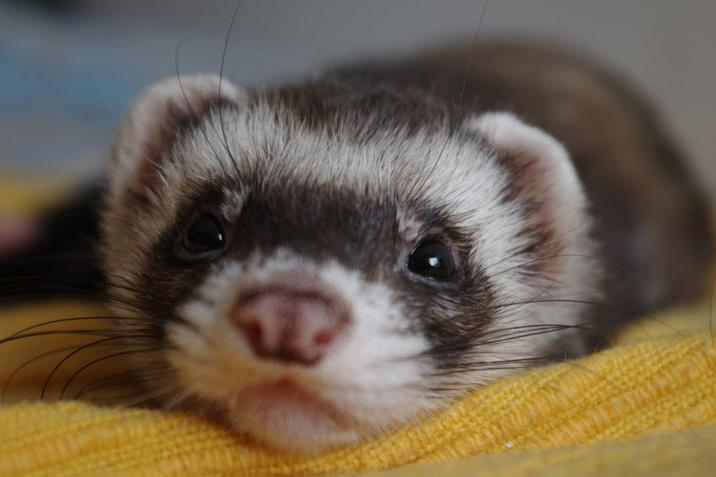
Furetto

### QI20DA Vaccini inattivati virali
Gruppo vuoto

### QI20DB Vaccini inattivati batterici (inclusi micoplasmi, tossoidi e clamidia)
Gruppo vuoto

### QI20DC Vaccini inattivati batterici e antisieri
Gruppo vuoto

### QI20DD Vaccini vivi virali
QI20DD01 Ferret cimurro virus

### QI20DE  Vaccini batterici vivi
Gruppo vuoto

### QI20DF Vaccini batterici vivi e virali
Gruppo vuoto

### QI20DG Vaccini vivi e inattivati batterici
Gruppo vuoto

### QI20DH Vaccini vivi e inattivati virali
Gruppo vuoto

### QI20DI Vaccini vivi virali e inattivati batterici
Gruppo vuoto

### QI20DJ Vaccini vivi e inattivati virali e batterici
Gruppo vuoto

### QI20DK Vaccini inattivati virali e batterici vivi
Gruppo vuoto

### QI20DL Vaccini inattivati virali e inattivati batterici
Gruppo vuoto

### QI20DM Antisieri, preparazioni di immunoglobuline, e antitossine
Gruppo vuoto

### QI20DN Vaccini vivi antipirassitari
Gruppo vuoto

### QI20DO Vaccini inattivati antipirassitari
Gruppo vuoto

### QI20DP Vaccini vivi antifungini
Gruppo vuoto

### QI20DQ Vaccini inattivati antifungini
Gruppo vuoto

### QI20DR Preparazioni diagnostiche in vivo
Gruppo vuoto

### QI20DS Allergeni
Gruppo vuoto

### QI20DT Preparazioni di colostro e sostituti
Gruppo vuoto

### QI20DU Altri vaccini vivi
Gruppo vuoto

### QI20DV Altri vaccini inattivati
Gruppo vuoto

### QI20DX Altri immunologici
Gruppo vuoto

## QI20E Serpenti

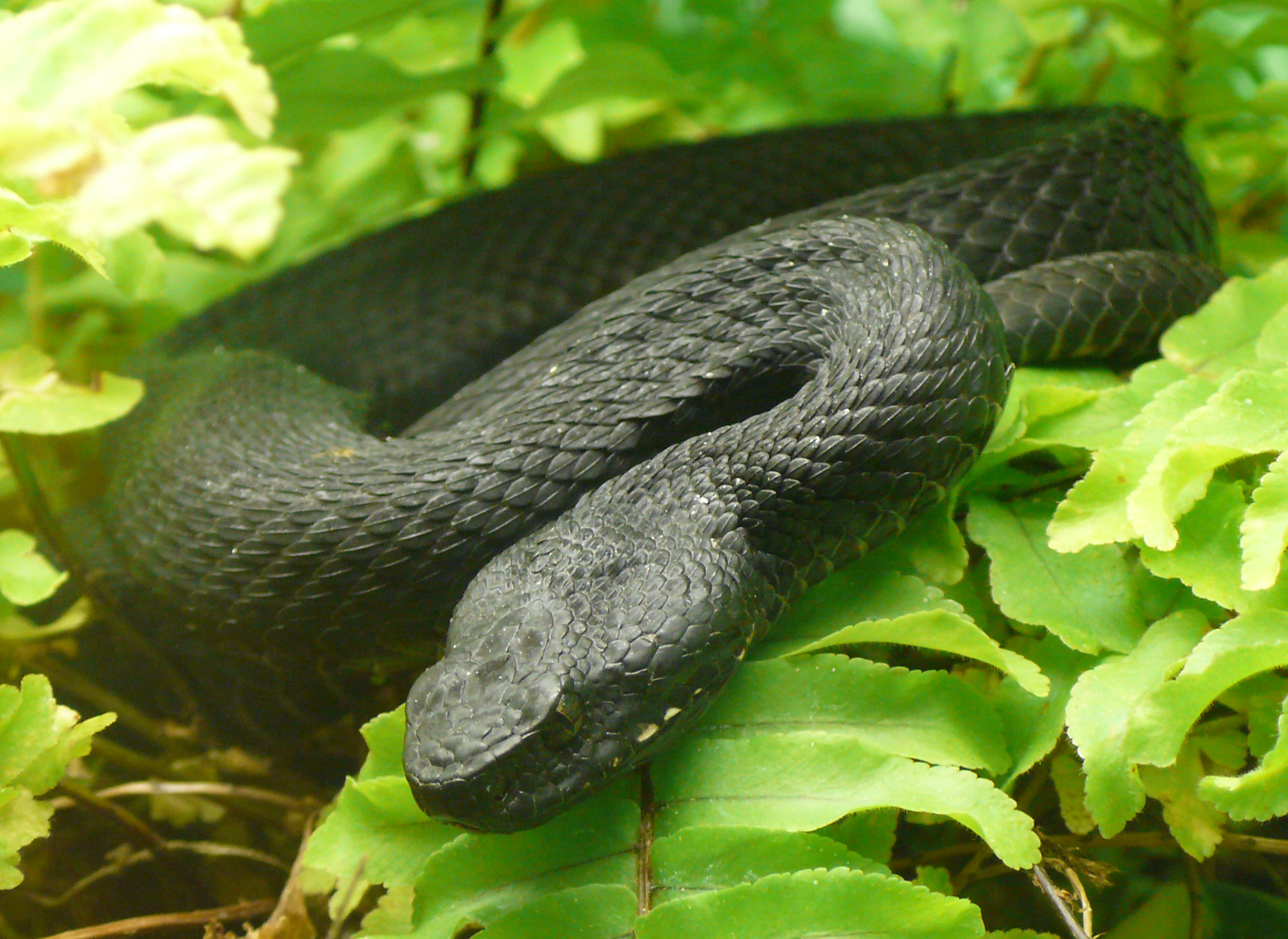
Vipera

Gruppo vuoto

## QI20F Api
Gruppo vuoto

## QI20X Altri

### QI20XE Vaccini batterici vivi
QI20XE01 Mycobacterium